# Stephan Billinger
Stephan Billinger (auch Stefan; * 2. Februar 1897 in Oberhaselbach; † 30. Juni 1966 in Passau) war ein deutscher Politiker der Bayernpartei und von 1948 bis 1964 Oberbürgermeister der Stadt Passau. Von 1954 bis 1958 war er zudem Mitglied des Bayerischen Landtages.

## Werdegang
Billinger kam als Sohn der Bauerseheleute Martin und Katharina Billinger zur Welt. Nach der Volksschule in Haselbach wechselte er an das Gymnasium in Passau. Von 1916 bis 1918 diente er als Soldat im Ersten Weltkrieg im Verband des Bayerischen Infanterie-Leib-Regiments. Nach Kriegsende studierte er in München Nationalökonomie und Rechtswissenschaften und wurde 1923 zum Dr. rer. pol. promoviert. Er absolvierte eine Banklehre und war anschließend im Versicherungswesen, in der Industrie und im Arbeitsdienst tätig. Zum 1. Mai 1937 trat er der NSDAP bei (Mitgliedsnummer 5.897.391). In der Zeit nach dem Zweiten Weltkrieg arbeitete er als Steuerberater und war Inhaber eines Formularverlags in Passau.
Am 30. Mai 1948 wurde er zum Stadtrat in Passau gewählt. Das Gremium wählte ihn am 23. August 1948 mit 20 zu 8 Stimmen zum Oberbürgermeister. Später wurde er drei Mal in direkten Wahlen bestätigt. Auf seine Initiative finden in Passau seit 1952 alljährlich die Europäischen Wochen statt. Bei dem schweren Hochwasser im Sommer 1954 und beim Eisstoß im Winter 1956 war er tatkräftiger Krisenmanager. Er blieb bis 30. April 1964 im Amt.
Von November 1954 bis November 1958 war er zeitgleich zu seiner Oberbürgermeisterschaft in Passau zudem Abgeordneter im Bayerischen Landtag.

## Verdienste
In der schwierigen Zeit nach dem Zweiten Weltkrieg konnte Billinger Besonderes für Passau erreichen:
- Wiederherstellung von sechs Brücken
- Bau von 3500 Wohnungen
- Erweiterung des Krankenhauses
- Neubau zweier Volks- und einer Berufsschule
- Wiederaufbau des Schlachthofes

## Ehrungen
- 1954: Ehrenbürger von New Orleans
- 1957: Großes Verdienstkreuz der Bundesrepublik Deutschland
- 1965: Ehrenbürger von Passau
- Benennung der Dr.-Stephan-Billinger-Straße in Passau

Sein Name steht auf dem Ehrenmal der Stadt Passau auf dem Innstadtfriedhof.